# Южное (Первомайский район)
Ю́жное (до 1948 года Найма́н; укр. Южне, крымскотат. Nayman, Найман) — исчезнувшее село в Первомайском районе (Автономной) Республики Крым, располагавшееся на юго-востоке района, в степной части Крыма, примерно в 3 километрах юго-восточнее современного села Свердловское.

### Динамика численности населения
| - 1805 год — 126 чел. - 1864 год — 32 чел. - 1889 год — 76 чел. - 1892 год — 86 чел. | - 1900 год — 155 чел. - 1915 год — 106 чел. - 1926 год — 161 чел. |

## История
Первое документальное упоминание села встречается в Камеральном Описании Крыма… 1784 года, судя по которому, в последний период Крымского ханства Найман входил в Караул кадылык Перекопского каймаканства. После присоединения Крыма к России (8) 19 апреля 1783 года, (8) 19 февраля 1784 года, именным указом Екатерины II сенату, на территории бывшего Крымского Ханства была образована Таврическая область и деревня была приписана к Перекопскому уезду. После Павловских реформ, с 1796 по 1802 год, входила в Акмечетский уезд Новороссийской губернии. По новому административному делению, после создания 8 (20) октября 1802 года Таврической губернии, Найман был включён в состав Кучук-Кабачской волости Перекопского уезда.
По Ведомости о всех селениях в Перекопском уезде состоящих с показанием в которой волости сколько числом дворов и душ… от 21 октября 1805 года в деревне Найман числилось 14 дворов и 126 жителей, исключительно крымских татар'. На военно-топографической карте генерал-майора Мухина 1817 года деревня Найман обозначена с 8 дворами. После реформы волостного деления 1829 года Найман, согласно «Ведомости о казённых волостях Таврической губернии 1829 года» отнесли к Агъярской волости (переименованной из Кучук-Кабачской). На карте 1836 года в деревне 14 дворов. Затем, видимо, в результате эмиграции крымских татар, деревня заметно опустела и на карте 1842 года Найман обозначен условным знаком «малая деревня», то есть, менее 5 дворов.
В 1860-х годах, после земской реформы Александра II, деревню включили в состав Айбарской волости. В «Списке населённых мест Таврической губернии по сведениям 1864 года», составленном по результатам VIII ревизии 1864 года, Найман (Будеведжи-Найман) — владельческая деревня с 5 дворами и 32 жителями при колодцахъ. По обследованиям профессора А. Н. Козловского начала 1860-х годов, колодцы деревни, глубиной 20—22 сажени (42—45 м) вырублены в камне, вода в них пресная. На трехверстовой карте Шуберта 1865—1876 года в деревне Найман обозначено 10 дворов). В «Памятной книге Таврической губернии 1889 года» по результатам Х ревизии 1887 года записан Найман, уже Григорьевской волости, с 12 дворами и 75 жителями.
После земской реформы 1890 года Найман отнесли к Бютеньской волости. Согласно «…Памятной книжке Таврической губернии на 1892 год», в деревне Найман, находившейся в частном владении, было 86 жителей в 11 домохозяйствах. По «…Памятной книжке Таврической губернии на 1900 год» в деревне числилось 155 жителей в 18 дворах. По Статистическому справочнику Таврической губернии. Ч.II-я. Статистический очерк, выпуск пятый Перекопский уезд, 1915 год, в деревне Найман Бютеньской волости Перекопского уезда числилось 15 дворов (все дворы безземельные) со смешанным населением в количестве 106 человек «посторонних» жителей, из которых 57 мужчин и 51 женщина. Жители землёй не владели, но за селением числилось 1000 десятин земли. В хозяйствах имелось 108 лошадей, 35 волов, 33 коровы и 56 голов мелкого скота.
После установления в Крыму Советской власти и учреждения 18 октября 1921 года Крымской АССР, в составе Симферопольского уезда был образован Биюк-Онларский район, в состав которого включили село. В 1922 году уезды получили название округов. 11 октября 1923 года, согласно постановлению ВЦИК, в административное деление Крымской АССР были внесены изменения, в результате которых был ликвидирован Биюк-Онларский район и село включили в состав Симферопольского. Согласно Списку населённых пунктов Крымской АССР по Всесоюзной переписи 17 декабря 1926 года, в селе Найман, Бурчинского сельсовета Симферопольского района, числилось 27 дворов, все крестьянские, население составляло 161 человек, из них 153 русских, 8 украинцев, действовала русская школа. Постановлением ВЦИК РСФСР от 30 октября 1930 года был создан Фрайдорфский еврейский национальный район (переименованный указом Президиума Верховного Совета РСФСР № 621/6 от 14 декабря 1944 года в Новосёловский) (по другим данным 15 сентября 1931 года) и село включили в его состав, а после разукрупнения в 1935-м и образования также еврейского национального Лариндорфского (с 1944 — Первомайский), село переподчинили новому району.
С 25 июня 1946 года селение в составе Крымской области РСФСР. Указом Президиума Верховного Совета РСФСР от 18 мая 1948 года, Найман переименовали в Южное. 26 апреля 1954 года Крымская область была передана из состава РСФСР в состав УССР. Ликвидировано до 1960 года, поскольку в «Справочнике административно-территориального деления Крымской области на 15 июня 1960 года» селение уже не значилось (согласно справочнику «Крымская область. Административно-территориальное деление на 1 января 1968 года» — в период с 1954 по 1968 годы как село Войковского сельсовета).